# Jeomdong-myeon
Jeomdong-myeon (koreanska: 점동면) är en socken i kommunen Yeoju i provinsen Gyeonggi i den norra delen av Sydkorea, 75 km sydost om huvudstaden Seoul.